# Louis de Montolieu
Louis de Montolieu de Saint Hyppolite (* 1669 in Saint-Hippolyte-de-Caton; † 23. August 1738 in Berlin) war ein preußischer Generalmajor und sardinischer Generalleutnant.

## Leben
Louis de Montolieu war ein jüngerer Sohn des Pierre de Montolieu, Seigneur von Saint-Hippolyte im Languedoc. Er trat nach dem Edikt von Nantes zunächst in holländische, wenig später aber in savoyische Dienste, wo er 1704 zum Major avancierte und sich als solcher mehrfach militärisch gegen Ludwig XIV. auszeichnen konnte. Am 16. Mai 1705 trat er als Oberstleutnant von der Infanterie in preußische Dienste über und wurde bei dem Korps des Fürsten Leopold von Anhalt-Dessau einrangiert. Montolieu nahm am Spanischen Erbfolgekrieg, insbesondere den Schlachten bei Cassano und Turin teil. Er wurde am 14. August 1707 zum Oberst sowie am 5. Februar 1714 zum Generalmajor befördert. 1716 wechselte er zurück in savoyische Dienste und avancierte dort 1720 zum Generalleutnant. Montolieus Leichnam wurde im Französischen Dom in Berlin beigesetzt. 
Montolieu war mit Susanne von Pélissier (1664–1748) vermählt und hatte mit dieser wenigstens zwei Töchter:
- Marie de Montolieu, Baroness de St. Hippolyte (1709–1767), ⚭ Friedrich Wilhelm Quirin von Forcade (1699–1765), preußischer Generalleutnant
- Susannade de Montolieu, Baroness de St. Hippolyte, ⚭ Johann Heinrich le Chenevix de Beville, preußischer Oberst (Eltern des Gottlieb Ludwig von Beville (1734–1810), preußischer General der Infanterie und Gouverneur des Fürstentums Neuenburg)